# Darker than Black: Ryūsei no Gemini
Darker than Black: Ryūsei no Gemini (DARKER THAN BLACK-流星の双子- Dākā Zan Burakku -Ryūsei no Jemini-?, lit. "Mas oscuro que el negro: gemelos de los meteoritos") es un anime creado, dirigido y escrito por Tensai Okamura y animado por BONES. Se trata de la secuela de Darker than Black, y comenzó su transmisión en octubre del 2009. Aunque los detalles de la secuela se filtraron de antemano, se dio a conocer oficialmente casi un año después por Square Enix en la revista Young Gangan.

## Historia
Tras traicionar al Sindicato, Hei se va de Japón hacia Rusia. Allí conoce a Suou Pavlichenko, una niña de 13 años que se ve envuelta en la guerra y la política de las distintas facciones y contratistas que compiten por el poder. Mientras tanto, la Puerta del Infierno se mantiene en pie en Tokio tras el gran esfuerzo de Hei para evitar su desaparición. Aunque no corren peligro de que los contratistas desaparezcan, esto no evita que contratistas antiguos y nuevos abusen de sus poderes. Misaki Kirihara y su equipo de la Oficina de Seguridad Pública tienen cada vez más casos de contratistas, además ella también tiene que mantener a raya el Sindicato, que tiene muchas influencias en la policía japonesa y en el servicio de inteligencia.

## Personajes
Hei (黒?  lit. negro) Seiyū: Hidenobu Kiuchi
Después de lo sucedido en Tokio escapa del sindicato y se une a la CIA, al comienzo de la serie se dirige a Vladivostok, Rusia, en busca de Shion Pavlichenko, pero se encuentra con la hermana mayor gemela de este: Suou y no le queda más remedio que llevarla con él para buscar a Shion que se encuentra en Ikebukuro, Japón. En el segundo episodio de la temporada es víctima del arma anticontratista utilizada por la "sección 3" de Japón, que consiste en anular las habilidades de los contratistas, pero aun así continúa realizando misiones. El nuevo Hei es un hombre aún más frío, oscuro y solitario que el de 2 años antes esto debido a los hechos ocurridos durante este período de tiempo, se siente culpable por haber perdido a Yin y también se siente responsable de detener a Izanami. Se ha vuelto despreocupado de sí mismo, usa el cabello largo y no se afeita, para suplir toda esa culpa se ahoga en alcohol.
Yin (銀 In?, lit. plata) Seiyū: Misato Fukuen
El elemento de soporte en el antiguo equipo de Hei. Yin es un medium de los denominados "Doll". Su función primaria como Doll es la vigilancia mediante su espíritu de observación que utiliza el agua como medio. Durante el transcurso de la serie, se revela que el arma anticontratistas con nombre clave Izanami es la propia Yin, la cual está enamorada de Hei.
Suou Pavlichenko (蘇芳・パブリチェンコ Suou Paburichenko?) Seiyū: Kana Hanazawa
Es una niña de 13 años que vive en Vladivostok, Rusia. Suou se ve involucrada en la guerra y maquinaciones de varios grupos y contratistas; y su vida cambia para siempre al conocer a Hei. Ella es de Eurasia, hija de madre japonesa y padre ruso. Tiene un hermano menor gemelo, Shion, el cual va en silla de ruedas. Al mismo tiempo que Hei pierde sus habilidaes ella se convierte en una contratista capaz de materializar un rifle (su retribución es hacer modelos de origami). Sin embargo, a pesar de ser contratista reacciona frente a sus sentimientos y emociones, esto, según Mao es porque debió ser incompleta como humana y por lo tanto aún busca las razones para volverse lógica, pero la verdadera es razón es que es una copia realizada por su hermano menor Shion, ya que la verdadera Suou murió años antes en una explosión. En un principio ella decía odiar a Hei, pero en los capítulos finales nota que en realidad está enamorada de él. Hace un trato con Hei cuando él le propone que ya no use su habilidad: ella dejará de disparar, pero a su vez Hei ya no beberá. En la serie no se dice el número de su estrella, pero se sabe que es una estrella roja.
Shion Pavlichenko (紫苑・パブリチェンコ, Shion Paburichenko?) Seiyū: Hōko Kuwashima
Es el hermano menor gemelo de Suou y también es conocido por las autoridades como Izanagi. Él perdió su ojo derecho debido a un accidente de una caída de fragmento de meteorito, sin embargo, este accidente supuestamente le convirtió en contratista. Su compensación es obligarse a usar una silla de ruedas cada vez que haga uso de sus poderes. Su poder como contratista es crear copias de las cosas (ya sean personas u objetos) casi idénticas a las originales ya que siempre hay alguna diferencia en estas, con este poder se presume hizo una copia de sí mismo cuya diferencia fue el cambio de sexo y que terminó siendo la nueva Suou a la que se le implantaron nuevos recuerdos mediante ME, también realizó copias de su padre el doctor Pavlichenko, de la luna e incluso de la misma Tierra.
- Mao (猫 (マオ) Mao?, lit. Gato)

Seiyū: Ikuya Sawaki
Es parte del grupo de Hei, en esta temporada bajo la forma de una momonga, que anteriormente fue la mascota de Suou: "Pecha". En esta temporada se aclara como fue que perdió su cuerpo y quedó transformado en gato, en un accidente muchos años atrás, relacionado también con la verdadera Suou y su muerte. Además se muestra que conoció a la mamá de Suou y Shion, cuando ella ya estaba embarazada.Como siempre, Mao aporta dosis de humor y también drama a la historia, además, le guarda rencor al detective privado de la temporada anterior por haberlo atrapado. En esta temporada se muestra que los contratistas que son capaces de transformar su cuerpo, conservan todos sus recuerdos intactos, a pesar de cambiar de cuerpo.
- July ({{{2}}}?)

Es el mismo Doll de la primera temporada, su habilidad es ver a través del vidrio. Es parte también del grupo de Hei. En un principio trabajaba con November 11 y April (la misma de la temporada anterior), sin embargo, tras la muerte de esta (por acción de Hei) se une a su grupo. Se hace muy amigo de Suou, incluso llega a quererla y gracias a su ayuda empieza a demostrar sus emociones, haciéndose un Doll evolucionado, tal como Yin. Ayuda a Suou con su habilidad, indicándole la velocidad y dirección del viento, la distancia del blanco, etc. 
- Misaki Kirihara (霧原未咲 Kirihara Misaki?)

Seiyū: Nana Mizuki
Vuelve a aparecer la detective. Esta vez trabajando para la sección 3 de Japón, aunque su verdadera motivación es descubrir dónde se encuentra Lee Shenshun (sigue enamorada de él) y que sucedió con su estrella, ya que cuando usaron el arma anticontratistas, la estrella de BK201 desapareció (no cayó, sino que desapareció).

## Anime
| Director                      | Tensai Okamura       |
| Creador original              | Tensai Okamura       |
| Dirección artística           | Takashi Aoi          |
| Efectos especiales            | Shin Inoie           |
| Diseño original de personajes | Yūji Iwahara         |
| Diseño de personajes          | Takahiro Komori      |
| Planificación                 | Koutaro Nakayama     |
| Dirección de sonido           | Kazuhiro Wakabayashi |
| Música                        | Yasushi Ishii        |

Ryūsei no Gemini  inició su emisión en Japón el 8 de octubre de 2009 por la cadena MBS. El número de episodios emitidos son de 12. El último capítulo se emitió el 24 de diciembre de 2009. La serie saldrá a la venta en 8 DVD y Blu-ray. Con ellos, se lanzará 4 episodios OVAs. El 23 de diciembre de 2009 se lanzó el primer volumen.

### Banda sonora
- Opening:

"Tsukiakari no Michishirube"
Interpretación: Stereopony
- Ending:

"'From Dusk Till Dawn"
Interpretación: abingdon boys school